# Сако
Са̀ко (на италиански: Sacco) е село и община в Южна Италия, провинция Салерно, регион Кампания. Разположено е на 610 m надморска височина. Населението на общината е 635 души (към 2010 г.).